# 2018 VG18
2018 VG18 je zelo oddaljeno čezneptunsko telo, ki so ga novembra 2018 odkrili na observatoriju na Mauna Kei na Havajih, na razdalji približno 120 AU. Je najbolj oddaljeno znano telo Osončja in prvo telo, ki so ga opazili na razdalji več kot 100 AU (prejšnji rekorder, Erida, je bil na razdalji 96 AU), zaradi česar so mu odkritelji dali vzdevek »Farout« (dobesedno »Dalečzunaj«). Ob tem veliko polos tira ocenjujejo na 95,2 AU, kar je bistveno manj od 2014 FE72 (1550 AU), ki ima najbolj oddaljen povprečen tir od vseh znanih teles Osončja, tako da v tem pogledu 2018 VG18 ni rekorder. 2018 VG18 so odkrili Scott S. Sheppard, David J. Tholen in Chad Trujillo v okviru programa iskanja hipotetičnega devetega planeta.
Zaradi kratkega časa opazovanja pri tej oddaljenosti so lastnosti tira še negotove. Središče za male planete mu je zato dalo začasno oznako 2018 VG18.

## Lastnosti
Premer 2018 VG18 ocenjujejo na 500 km, s čimer je kandidat za status pritlikavega planeta. Je rožnate barve.

### Tir
Trenutna heliocentrična razdalja 2018 VG18 znaša 125 do 130 AU po oceni Središča za male planete in 125±29 AU po oceni Nasinega Laboratorija za reaktivni pogon, slednji navaja več kot 100-odstotno negotovost lastnosti tira. Zaradi počasnega gibanja bo verjetno potrebnih več let opazovanj za ustrezno karakterizacijo tira.